# Edward Witten
Edward Witten (født 26. august 1951) er en amerikansk teoretisk fysiker og professor på Institute for Advanced Study. Han er en af verdens førende forskere i superstrengteori. Han har lavet omfattende bidrag til teoretisk fysik, og i 1990 blev han som den første fysiker tildelt Fieldsmedaljen for hans indflydelse på matematikkens udvikling. I 1995 foreslog han eksistensen af M-teori på en konference på University of Southern California, og han brugte M-teori til at forklare en række tidligere observerede dualiteter, hvorved han skabte fornyet interesse for strengteorien med en række gennembrud, der kendes som den anden superstrengsrevolution.
Wittens professorat er sponsoreret af Charles Simonyi.